# Discografia di Gwen Stefani
Di seguito è riportata la discografia di Gwen Stefani. Dall'inizio della carriera da solista, avvenuta nel 2004 in concomitanza alla pausa dai No Doubt, Gwen Stefani ha pubblicato cinque album in studio, un extended play e oltre 40 singoli e collaborazioni per la Interscope Records. da conteggiare con gli otre 25 milioni di album e 15 milioni di singoli venduti come membro dei No Doubt.

## Album in studio
| Anno                                                                                               | Titolo e dettagli                                                                                | Classifiche | Classifiche | Classifiche | Classifiche | Classifiche | Classifiche | Classifiche | Classifiche | Classifiche | Classifiche | Classifiche | Classifiche | Certificazioni |
| Anno                                                                                               | Titolo e dettagli                                                                                | USA         | AUS         | CAN         | FRA         | GER         | IRE         | ITA         | NOR         | NZL         | SWE         | SWI         | UK          | Certificazioni |
| -------------------------------------------------------------------------------------------------- | ------------------------------------------------------------------------------------------------ | ----------- | ----------- | ----------- | ----------- | ----------- | ----------- | ----------- | ----------- | ----------- | ----------- | ----------- | ----------- | --- |
| 2004                                                                                               | Love. Angel. Music. Baby. - Data di pubblicazione: 23 novembre 2004 - Etichetta: Interscope      | 5           | 1           | 3           | 19          | 11          | 5           | 24          | 6           | 5           | 8           | 17          | 4           | - USA: 3× Platino - AUS: 5× Platino - CAN: 5× Platino - FRA: Oro - GER: Oro - IRE: 3× Platino - ITA: Platino - NOR: Platino - NZL: Platino - SWE: Oro - SWI: Oro - UK: 3× Platino |
| 2006                                                                                               | The Sweet Escape - Data di pubblicazione: 5 dicembre 2006 - Etichetta: Interscope                | 3           | 2           | 3           | 33          | 17          | 16          | 60          | 5           | 4           | 19          | 8           | 14          | - USA: Platino - AUS: 2× Platino - CAN: 2× Platino - GER: Oro - NOR: Oro - NZL: Platino - SWI: Platino - UK: Platino                                                              |
| 2016                                                                                               | This Is What the Truth Feels Like - Data di pubblicazione: 18 marzo 2016 - Etichetta: Interscope | 1           | 6           | 3           | 44          | 40          | 17          | 56          | 40          | 15          | —           | 10          | 14          | |
| 2017                                                                                               | You Make It Feel like Christmas - Data di pubblicazione: 6 ottobre 2017 - Etichetta: Interscope  | 16          | —           | 24          | —           | —           | —           | —           | —           | —           | —           | —           | 55          | |
| 2024                                                                                               | Bouquet - Data di pubblicazione: 15 novembre 2024 - Etichetta: Interscope                        | —           | —           | —           | —           | —           | —           | —           | —           | —           | —           | —           | —           | |
| "—" indica una pubblicazione che non si è classificata o che non è stata pubblicata in quel Paese. |                                                                                                  |             |             |             |             |             |             |             |             |             |             |             |             | |

## Extended play
| Anno | Titolo e dettagli                                                                                 |
| ---- | ------------------------------------------------------------------------------------------------- |
| 2005 | Love. Angel. Music. Baby. (The Remixes) - Pubblicazione: 22 novembre 2005 - Etichetta: Interscope |
| 2021 | Just a Girl - Pubblicazione: 25 agosto 2021 - Etichetta: Universal Music Group                    |

## Singoli

### Come artista principale
| Anno                                                | Titolo                                                | Classifiche | Classifiche | Classifiche | Classifiche | Classifiche | Classifiche | Classifiche | Classifiche | Classifiche | Classifiche | Classifiche | Classifiche | Album                             |
| Anno                                                | Titolo                                                | USA         | AUS         | CAN         | FRA         | GER         | IRE         | ITA         | NOR         | NZL         | SWE         | SWI         | UK          | Album                             |
| --------------------------------------------------- | ----------------------------------------------------- | ----------- | ----------- | ----------- | ----------- | ----------- | ----------- | ----------- | ----------- | ----------- | ----------- | ----------- | ----------- | --------------------------------- |
| 2004                                                | What You Waiting For?                                 | 47          | 1           | 24          | 5           | 22          | 2           | 2           | 3           | 3           | 6           | 17          | 4           | Love. Angel. Music. Baby.         |
| 2004                                                | Rich Girl (feat. Eve)                                 | 7           | 2           | 12          | 4           | 14          | 2           | 7           | 2           | 3           | 4           | 6           | 4           | Love. Angel. Music. Baby.         |
| 2005                                                | Hollaback Girl                                        | 1           | 1           | 12          | 17          | 3           | 4           | 6           | 6           | 3           | 7           | 6           | 8           | Love. Angel. Music. Baby.         |
| 2005                                                | Cool                                                  | 13          | 10          | —           | 32          | 20          | 12          | 15          | 16          | 9           | —           | 24          | 11          | Love. Angel. Music. Baby.         |
| 2005                                                | Luxurious (feat. Slim Thug)                           | 21          | 25          | 10          | —           | 65          | 34          | 31          | —           | 17          | —           | 39          | 44          | Love. Angel. Music. Baby.         |
| 2006                                                | Crash                                                 | 49          | —           | —           | —           | —           | —           | —           | —           | —           | —           | —           | —           | Love. Angel. Music. Baby.         |
| 2006                                                | Wind It Up                                            | 6           | 5           | 91          | 12          | 21          | 10          | 6           | 7           | 1           | 20          | 14          | 3           | The Sweet Escape                  |
| 2007                                                | The Sweet Escape (feat. Akon)                         | 2           | 2           | 2           | 4           | 6           | 4           | 14          | 2           | 1           | 13          | 10          | 2           | The Sweet Escape                  |
| 2007                                                | 4 in the Morning                                      | 54          | 9           | 17          | 21          | 18          | 12          | 17          | 14          | 5           | 30          | 18          | 22          | The Sweet Escape                  |
| 2007                                                | Now That You Got It (feat. Damian Marley)             | —           | 37          | —           | —           | 73          | —           | 26          | 17          | 21          | —           | —           | 59          | The Sweet Escape                  |
| 2008                                                | Early Winter                                          | —           | —           | —           | —           | 6           | —           | —           | —           | —           | —           | 12          | —           | The Sweet Escape                  |
| 2014                                                | Baby Don't Lie                                        | 46          | 53          | 21          | 58          | 26          | —           | 78          | —           | 36          | —           | —           | —           | /                                 |
| 2014                                                | Spark the Fire                                        | —           | —           | —           | —           | —           | —           | —           | —           | —           | —           | —           | —           | /                                 |
| 2015                                                | Used to Love You                                      | 52          | 58          | 57          | —           | —           | —           | —           | —           | —           | —           | —           | 157         | This Is What the Truth Feels Like |
| 2016                                                | Make Me like You                                      | 54          | 97          | 62          | 81          | —           | —           | —           | —           | —           | —           | —           | 140         | This Is What the Truth Feels Like |
| 2016                                                | Misery                                                | 111         | 74          | —           | 127         | —           | —           | —           | —           | —           | —           | —           | 171         | This Is What the Truth Feels Like |
| 2017                                                | You Make It Feel like Christmas (feat. Blake Shelton) | 102         | —           | —           | —           | 33          | 57          | —           | —           | —           | —           | 62          | 71          | You Make It Feel like Christmas   |
| 2017                                                | Santa Baby                                            | —           | —           | —           | —           | —           | —           | —           | —           | —           | —           | —           | —           | You Make It Feel like Christmas   |
| 2018                                                | Secret Santa                                          | —           | —           | —           | —           | —           | —           | —           | —           | —           | —           | —           | —           | You Make It Feel like Christmas   |
| 2020                                                | Let Me Reintroduce Myself                             | 17          | —           | 19          | —           | —           | —           | 11          | —           | —           | —           | —           | 92          | /                                 |
| 2021                                                | Slow Clap (feat. Saweetie)                            | —           | —           | —           | —           | —           | —           | —           | —           | —           | —           | —           | —           | /                                 |
| 2023                                                | True Babe                                             | —           | —           | —           | —           | —           | —           | —           | —           | —           | —           | —           | —           | /                                 |
| "—" vuol dire che il singolo non si è classificato. |                                                       |             |             |             |             |             |             |             |             |             |             |             |             |                                   |

### Come artista ospite
| Anno | Titolo                                                  | Classifiche | Classifiche | Classifiche | Classifiche | Classifiche | Classifiche | Classifiche | Classifiche | Classifiche | Classifiche | Classifiche | Classifiche | Album                       |
| Anno | Titolo                                                  | USA         | AUS         | CAN         | FRA         | GER         | IRE         | ITA         | NOR         | NZL         | SWE         | SWI         | UK          | Album                       |
| ---- | ------------------------------------------------------- | ----------- | ----------- | ----------- | ----------- | ----------- | ----------- | ----------- | ----------- | ----------- | ----------- | ----------- | ----------- | --------------------------- |
| 2000 | South Side (Moby feat. Gwen Stefani)                    | 14          | —           | 3           | —           | —           | —           | —           | —           | —           | —           | —           | —           | Play                        |
| 2001 | Let Me Blow Ya Mind (Eve feat. Gwen Stefani)            | 2           | 4           | 29          | 15          | 5           | 1           | 17          | 1           | 7           | 6           | 1           | 4           | Scorpion                    |
| 2005 | Can I Have It Like That (Pharrell feat. Gwen Stefani)   | 49          | 21          | 29          | 78          | 37          | 12          | 16          | 15          | 18          | 60          | 28          | 3           | In My Mind                  |
| 2015 | Kings Never Die (Eminem feat. Gwen Stefani)             | 80          | 62          | 51          | 184         | —           | —           | —           | —           | —           | —           | —           | 82          | Southpaw                    |
| 2020 | Nobody but You (Blake Shelton feat. Gwen Stefani)       | 18          | —           | 38          | —           | —           | —           | —           | —           | —           | —           | —           | —           | Fully Loaded: God's Country |
| 2020 | Happy Anywhere (Blake Shelton feat. Gwen Stefani)       | 36          | —           | 41          | —           | —           | —           | —           | —           | —           | —           | —           | —           | /                           |
| 2023 | Light My Fire (Sean Paul feat. Gwen Stefani e Shenseea) | —           | —           | —           | —           | —           | —           | —           | —           | —           | —           | —           | —           | Scorcha                     |

## Altre partecipazioni

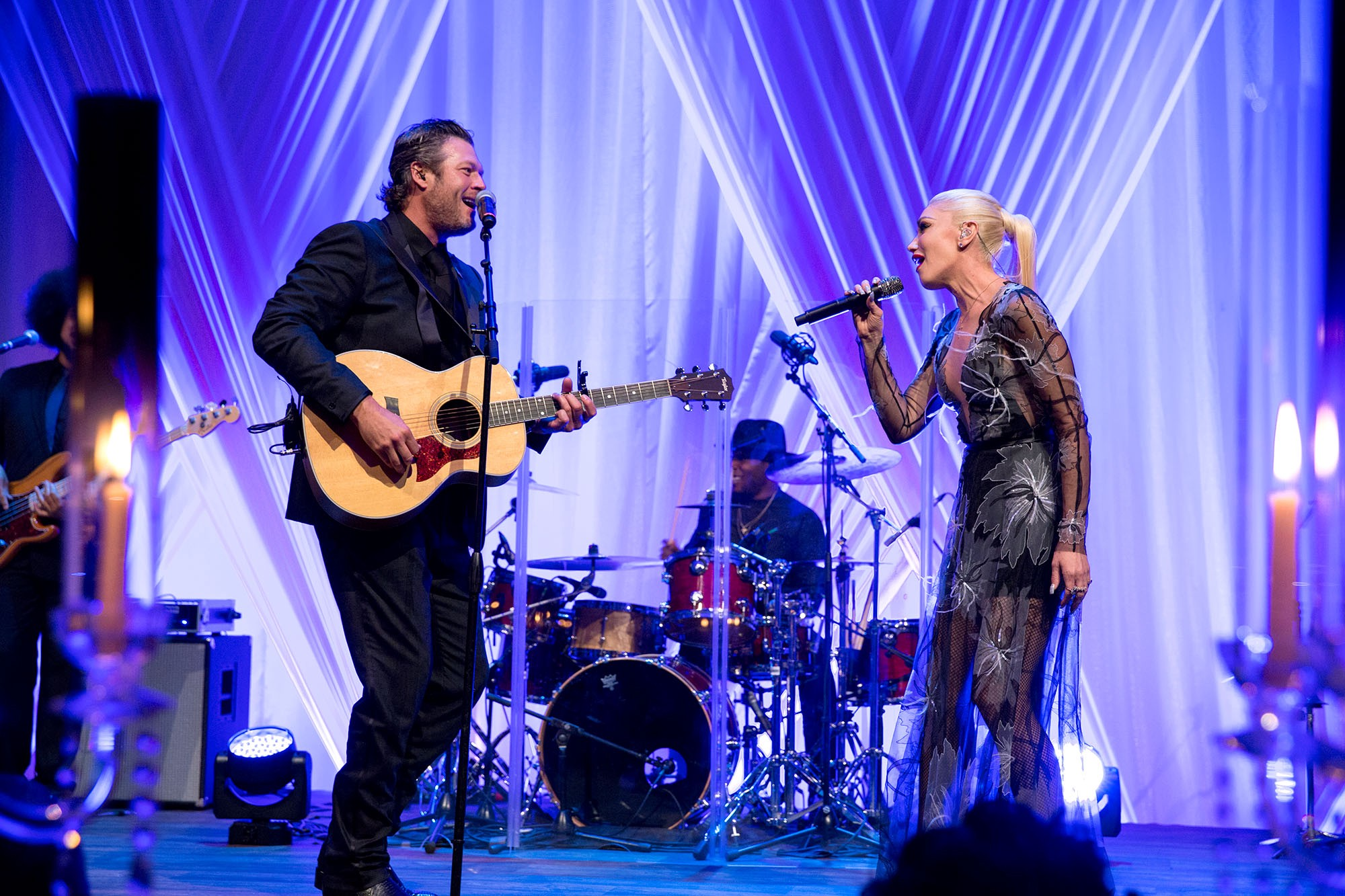
Gwen Stefani con Blake Shelton in una performance nel 2016.

| Anno | Canzone              | Artista                    | Album                              | Ruolo                             |
| ---- | -------------------- | -------------------------- | ---------------------------------- | --------------------------------- |
| 1994 | Saw Red              | Sublime                    | Robbin' the Hood                   | Partecipazione vocale             |
| 1998 | Almost Blue          | Solista                    | Stormy Weather                     | Partecipazione vocale             |
| 1998 | You're the Boss      | The Brian Setzer Orchestra | The Dirty Boogie                   | Partecipazione vocale             |
| 1999 | So Far, So Pleased   | Prince                     | Rave Un2 the Joy Fantastic         | Partecipazione vocale             |
| 2000 | Everybody Is a Star  | Fishbone                   | The Psychotic Friends Nuttwerx     | Partecipazione vocale             |
| 2001 | What's Going On      | Eric Stefani               | Let's Go Ride Horses               | Co-autrice, partecipazione vocale |
| 2006 | Slave to Love        | Elan Atias                 | Together as One                    | Partecipazione vocale             |
| 2011 | Need You Tonight     | INXS                       | The Very Best                      | Partecipazione vocale             |
| 2014 | My Heart Is Open     | Maroon 5                   | V                                  | Partecipazione vocale             |
| 2014 | Together             | Calvin Harris              | Motion                             | Co-autrice, partecipazione vocale |
| 2015 | Run Away             | Snoop Dogg                 | Bush                               | Partecipazione vocale             |
| 2015 | Everybody Needs Love | Solista                    | We Love Disney                     | Partecipazione vocale             |
| 2015 | It's a Small World   | Artisti di Disney          | We Love Disney                     | Partecipazione vocale             |
| 2015 | Leather and Lace     | Jeffery Austin             | The Voice: The Complete Collection | Partecipazione vocale             |
| 2019 | Physical (Remix)     | Dua Lipa e Mark Ronson     | Club Future Nostalgia              | Partecipazione vocale             |

### Colonne sonore
| Anno | Canzone                                                         | Film                    |
| ---- | --------------------------------------------------------------- | ----------------------- |
| 2004 | Slave to Love (con Elan Atias)                                  | 50 volte il primo bacio |
| 2016 | Hair Up (con Justin Timberlake e Ron Funches)                   | Trolls                  |
| 2016 | Move Your Feet/ D.A.N.C.E." / It's a Sunshine Day (con il cast) | Trolls                  |
| 2016 | Can't Stop the Feeling! (Cast Version) (con il cast)            | Trolls                  |
| 2016 | What U Workin' With? (con Justin Timberlake)                    | Trolls                  |
| 2017 | Medicine Man                                                    | Served Like a Girl      |

## Video musicali

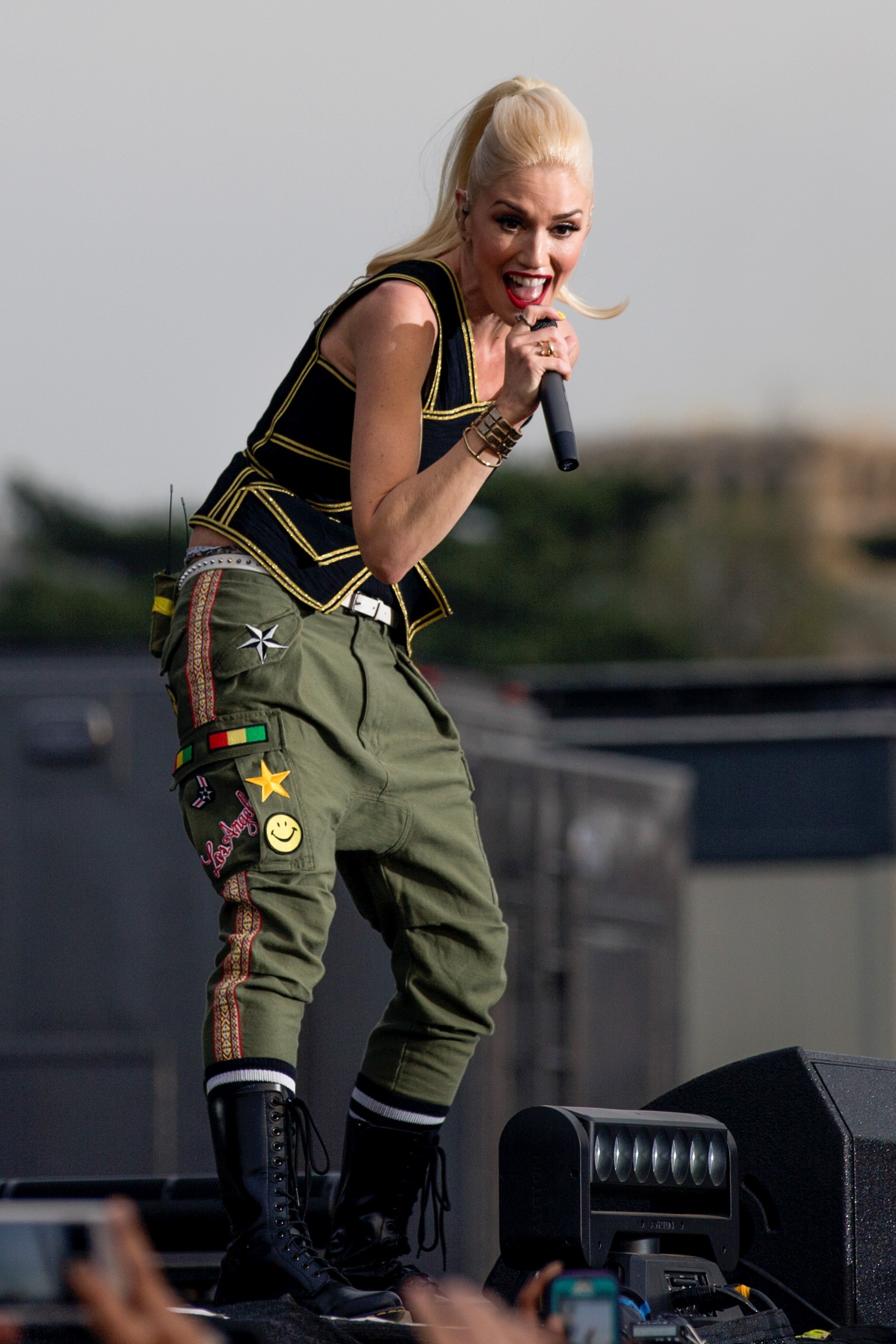
Gwen Stefani nel 2016.

| Anno | Titolo                          | Regista          |
| ---- | ------------------------------- | ---------------- |
| 2000 | South Side                      | Joseph Kahn      |
| 2001 | Let Me Blow Ya Mind             | Philip Atwell    |
| 2004 | What You Waiting For?           | Francis Lawrence |
| 2004 | Rich Girl                       | David LaChapelle |
| 2005 | Hollaback Girl                  | Paul Hunter      |
| 2005 | Cool                            | Sophie Muller    |
| 2005 | Luxurious                       | Sophie Muller    |
| 2005 | Crash                           | Sophie Muller    |
| 2005 | Serious                         | Sophie Muller    |
| 2005 | The Real Thing                  | Sophie Muller    |
| 2006 | Wind It Up                      | Sophie Muller    |
| 2007 | The Sweet Escape                | Joseph Kahn      |
| 2007 | 4 in the Morning                | Sophie Muller    |
| 2007 | Now That You Got It             | Saline Project   |
| 2007 | Early Winter                    | Sophie Muller    |
| 2014 | Baby Don't Lie                  | Sophie Muller    |
| 2014 | Spark the Fire                  | Sophie Muller    |
| 2015 | Use to Love You                 | Sophie Muller    |
| 2016 | Make Me like You                | Sophie Muller    |
| 2016 | Misery                          | Sophie Muller    |
| 2017 | You Make It Feel Like Christmas | Sophie Muller    |
| 2020 | Nobody but You                  | Sophie Muller    |
| 2020 | Happy Anywhere                  | Todd Stefani     |
| 2020 | Here This Christmas             | Sconosciuto      |
| 2021 | Let Me Reintroduce Myself       | Philip Andelman  |
| 2021 | Slow Clap                       | Sophie Muller    |
| 2021 | Slow Clap                       | Matty Peacock    |
| 2023 | Light My Fire                   | Quinn Wilson     |

## Album video
| Anno | Informazioni sul DVD                                                                                   |
| ---- | --- |
| 2006 | Harajuku Lovers Live - Pubblicato il: 5 dicembre 2006 - Etichetta: Interscope - Regista: Sophie Muller |